# 1852 en mathématiques
Cet article présente les faits marquants de l'année 1852 en mathématiques.

## Naissances
- 8 janvier : Giovanni Frattini (mort en 1925), mathématicien italien.
- 14 janvier : Guillaume de Rocquigny-Adanson (mort en 1904), militaire mathématicien et naturaliste français.
- 9 mars : Constantin Le Paige (mort en 1929), mathématicien belge.
- 12 avril : Ferdinand von Lindemann (mort en 1939), mathématicien allemand.
- 2 juillet : William Burnside (mort en 1927), mathématicien anglais.
- 6 octobre : Bruno Abakanowicz (mort en 1900), mathématicien, inventeur et ingénieur électrique polonais.
- 28 décembre : Leonardo Torres Quevedo (mort en 1936), mathématicien, physicien et inventeur espagnol.

## Décès

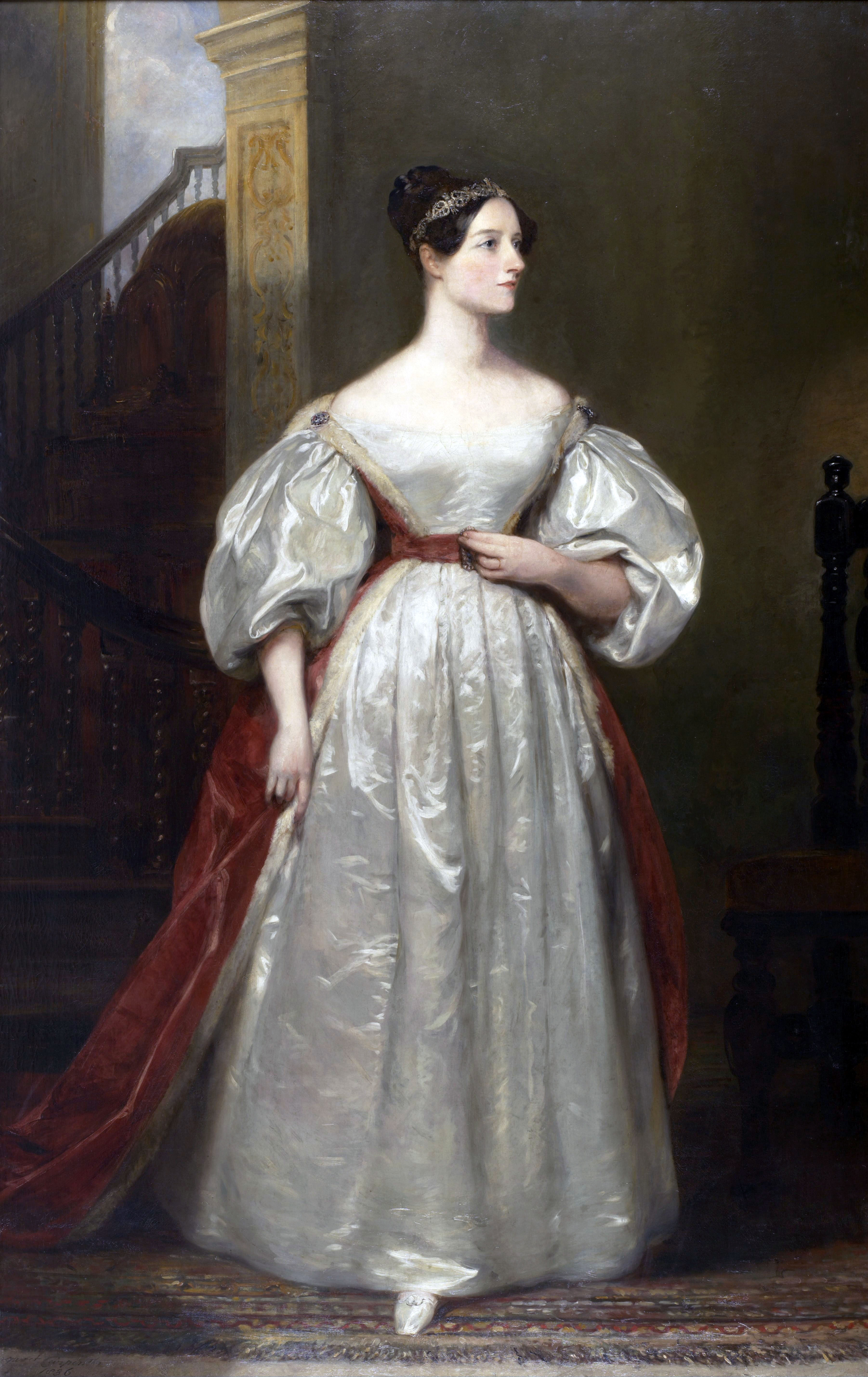
Ada Lovelace

- 25 septembre : Christoph Gudermann (né en 1798), mathématicien allemand.
- 11 octobre : Gotthold Eisenstein  (né en  1823), mathématicien allemand, spécialiste de la théorie des nombres et de l'analyse.
- 27 novembre : Ada Lovelace (née en 1815), mathématicienne britannique.